# 킴스클럽마트
킴스클럽마트(Kim's Club Mart)는 대한민국에서 영업하던 슈퍼마켓 체인점 중의 하나였다.

## 개요
1974년 9월 해태그룹과 미원그룹이 합작하여 코스코란 이름을 설립하여 슈퍼마켓 사업을 시작하였고, 1982년 해태그룹이 인수하여 1989년 1월 해태유통으로 사명이 변경되어 해태슈퍼마켓이라는 상호를 사용하였다. 그러나 1997년 11월 해태그룹 전체의 자금악화로 부도가 났고, 2000년 4월 14일에 법정관리를 신청하여 2005년 12월 29일에 법정관리를 졸업하였다. 2006년 7월 22일 이랜드그룹은 해태유통을 636억 5000만원에 인수하였고, 같은 해 상호 및 법인명을 킴스클럽마트(통칭 "킴스마트")로 변경하였다. 2011년 5월 13일 이마트가 킴스클럽마트를 2300억원(부채를 포함하면 2315억원)에 최종인수하였고, 2011년 11월 16일 대한민국 공정거래위원회로부터 인수를 승인받았다. 2011년 12월 5일 사명을 "이마트 슈퍼"로 변경하였다.

## 소개
- 본사 소재지 : 서울특별시 동대문구 답십리5동에 위치
- 임직원 : 2009년 3월 기준으로 826명
- 지점 : 48개 (2009년 3월 기준)

## 연혁
- 1974년 해태그룹과 미원그룹이 합작하여 (주)코스코 설립. 슈퍼마켓 사업 시작.
- 1988년 해태유통으로 사명 변경. 해태슈퍼마켓이라는 상호 사용.
- 1997년 11월 해태그룹 전체의 자금악화로 부도.
- 2000년 10월 20일 법정관리 시작.
- 2005년 법정관리 종결.
- 2006년 이랜드그룹에 편입/킴스클럽마트로 사명 변경.
- 2011년 5월 13일 이마트에 인수됨.
- 2011년 11월 16일 대한민국 공정거래위원회로부터 인수를 공식 승인받음.
- 2011년 12월 5일 이마트 에브리데이로 사명 변경[4]

## 같이 보기
- 킴스클럽
- 이랜드 그룹
- 이마트